# Frankie Sanders
Frankie J. Sanders (Dayton, 23 gennaio 1957) è un ex cestista statunitense, professionista nella NBA e in Francia.

## Carriera
Venne selezionato dai San Antonio Spurs al primo giro del Draft NBA 1978 (20ª scelta assoluta).

## Palmarès
- Campione CBA (1984)